# Henri Bertholet
Pour les articles homonymes, voir Bertholet.
 (février 2018).
Henri Bertholet, né le 26 janvier 1946 au Pont-de-Beauvoisin (Isère), est un homme politique français.
Il est maire de la ville de Romans-sur-Isère de 1990 à 2012.

## Biographie
Henri Bertholet adhère en 1962 aux jeunesses communistes. Étudiant à Grenoble, il devient en 1968 secrétaire de l'Union des étudiants communistes de cette ville. 
Devenu professeur de français au collège de Romans-sur-Isère l'année suivante, il poursuit son engagement au sein du Parti communiste français et est élu, en 1977 conseiller municipal de cette ville sur la liste d'union de la gauche menée par le socialiste Georges Fillioud. Il sera ensuite constamment réélu.
À partir de 1978, il se rapproche d'Henri Fiszbin et du groupe de communistes "dissidents" qui sera à l'origine de Rencontres communistes hebdo. Il ne rompt cependant avec le PCF qu'en 1983.
Tout en poursuivant son activité politique, il est aussi accaparé, à partir de 1981, par son poste de professeur à l'école normale de Valence.
C'est en 1988, toujours dans la mouvance de Fiszbin, qu'il adhère au Parti socialiste. L'année suivante, il est réélu au conseil municipal et devient adjoint du maire Étienne-Jean Lapassat.
Celui-ci décède l'année suivante, et Bertholet est élu maire de Romans par le conseil municipal. Il sera réélu en 1995, 2001 et 2008. En 2012, après 22 ans de mandat, il décide d'abandonner sa fonction de maire.
De juin 1997 à juin 2002, il est député (socialiste) de la Drôme.

## Détail des fonctions et des mandats
Mandat parlementaire
- 1er juin 1997 - 18 juin 2002 : Député de la 4e circonscription de la Drôme
- 1990 - 2012 : Maire de Romans-sur-Isère (Drôme).